# Смертин, Юрий Григорьевич
Ю́рий Григо́рьевич Сме́ртин (род. 6 сентября 1947 года, Рига, СССР) — советский и российский востоковед, историк, африканист, кореевед и китаист. Доктор исторических наук, профессор.

## Биография
Родился 6 сентября 1947 года в Риге.
В 1974 году окончил историко-филологический факультет Университета дружбы народов.
В 1977 году — аспирантуру Института Африки АН СССР.
В 1978 году начал работу в Кубанском государственном университете. Присвоено учёное звание доцента.
В 1992 году в Институте стран Азии и Африки МГУ защитил диссертацию на соискание учёной степени доктора исторических наук по теме «Идеология национального освобождения в Британской Западной Африке (30-е — начало 60-х гг. XX в.)».
В 1992 году присвоено учёное звание профессора.
Профессор кафедры истории древнего мира и средних веков Кубанского государственного университета. Преподавал курсы: история стран Азии и Африки в средние века; духовная культура народов Азии и Африки; новейшие теории исторического процесса.
В 1993 году стал одним из основателей факультета востоковедения в Институте экономики, права и естественных специальностей, где изучается, среди прочих, корейский язык, а также история, культура, экономика, право Кореи в рамках специальности «регионоведение».
С 1995 года — заведующий кафедрой восточного регионоведения Института экономики, права и гуманитарных специальностей. Преподавал историю, культуру стран Восточной Азии в средние века; религиозно-филос. основы буддизма.
В 1995 году проходил полугодовую научную стажировку в Цзилиньском университете (Китай).
В 2000 году проходил полугодовую стажировку в Национальном университете Кёнбук.
В настоящее время — профессор кафедры зарубежного регионоведения и востоковедения, заведующий кафедрой. Кубанского государственного университета.
Область науч. интересов: культура Кореи и Китая. Участник 50 международных научных конференций, в том числе зарубежных.
Автор 105 научных и 17 учебно-методических работ.

## Научные труды

### Монографии
- Smertin Y.. Kwame Nkrumah. - New York. International Publishers. - 1987. - 188 p. ISBN 10: 0717806553
- Smertin Y. Kwame Nkrumah. (2-е издание, перераб.). - Moscow. - Progress Publishers. - 1990. - 245 с. - ISBN 5-01-003083-7
- Смертин Ю. Г. Феномены культуры Китая и Кореи : избранные статьи. — Институт экономики, права и гуманитарных специальностей, 2007. — 367 с. — ISBN 978-5-94888-035-8.
- Смертин Ю.Г. Культура Китая: узоры на свитке истории. - Саарбрюкен (ФРГ). - Lampert Academic Publishing. - 1013. - ISBN 978-3-659-43812-4
- Смертин Ю.Г. Феномены традиционной культуры Кореи. - Краснодар. Кубанский государственный университет - 2018. - 189 с. -  ISBN 978-58209-1487-4
- Смертин Ю.Г. Эзотерический буддизм в Восточной Азии: учения и учителя. - Краснодар. Кубанский государственный университет. - 2021. - 177 с. - ISBN 978-5-8209-2017-2
- Смертин Ю.Г. История и культура Китая: фрагменты целого. - Краснодар. - Кубанский государственный университет. - 2024. - 309 с. - ISBN 978-5-8209-2326-5

### Учебные пособия (избранное)
- Смертин Ю. Г. Исламская цивилизация: становление и расцвет (VII-XI вв.) : учебное пособие. — Краснодар: Изд-во КубГУ. — 346 с. — ISBN 9785820905599.
- Смертин Ю. Г. Мусульманский мир : времена Пророка и халифов: Учебное пособие. — Краснодар: Институт экономики, права и гуманитарных специальностей, 2003. — 264 с.
- Смертин Ю.Г. Генезис и эволюция государственности в Тропической Африке. - Краснодар. - Кубанский государственный университет. - 2011. - 84 с.
- Смертин Ю. Г. Китай в эпоху Цин (1644-1911): история государства и общества // Краснодар. Кубанский государственный университет. — 2015. — С. 166. с.
- Смертин Ю.Г. Китайская Республика: история государства и общества. - Краснодар. Кубанский государственный университет. - 2016. - 154 с. - ISBN 978-5-8209-1188-0
- Смертин Ю.Г. Китайская Народная Республика: история государства и общества. - Краснодар. - Кубанский государственный университет. - 2017. - 202 с. - ISBN 978-5-8209-1302-0
- Смертин Ю.Г. Средневековый Иран: перекресток цивилизаций и амбиций. - Москва-Берлин. Директ-Медиа. 2020. 169 с. ISBN 078-5-4499-1244-2.
- Смертин Ю. Г. Китайская классическая поэзия в контексте языка, истории и культуры. Краснодар - Кубанский государственный университет, 2020. -  367 c. -  ISBN 978-5-8209-1739-4

### Статьи (избранное)
- Смертин Ю. Г. Кисэн: «цветы на обочине» // Проблемы Дальнего Востока. — 2003. — № 2. — С. 157-163. — ISSN 0131-2812.
- Смертин Ю. Г. Японский необуддизм: политическая практика и глобальный проект // Исторические, философские, политические и юридические науки, культурология и искусствоведение. Вопросы теории и практики. — «Издательство Грамота», 2012. — № 8-1. — С. 190—194. — ISSN 1997-292X. Архивировано из оригинала 5 ноября 2013 года.
- Смертин Ю. Г. Культ власти в Китае и вызовы народной религиозной культуры // Исторические, философские, политические и юридические науки, культурология и искусствоведение. Вопросы теории и практики. — Тамбов: «Издательство Грамота», 2012. — № 7 (21) в 3-х ч. Ч. II.. — С. 147-151. — ISSN 1997-292X. Архивировано 7 ноября 2013 года.
- Смертин Ю. Г. Пираты Восточно-Азиатских морей: частный бизнес и большая политика (недоступная ссылка — история) // Теория и практика общественного развития. — Краснодар: Издательский дом "ХОРС", 2012. — № 4. — С. 182-185. — ISSN 1815-4964.
- Смертин Ю.Г. Легенда о Хуа Му-лань:моральные ориентиры и ориентализм // Исторические, философские и юридические науки, культурология и искусствоведение. Вопросы теории и практики. - Тамбов. Грамота, 2012. - № 5 - С. 176-181. - ISSN 1997-292X
- Смертин Ю.Г. Распространение священных тестов буддизма в Азии: пути и технологии // Исторические, философские и юридические науки, культурология и искусствоведение. Вопросы теории и практики. - Тамбов. Грамота, 2012. - № 4 (Часть 2) - С. 186-188. - ISSN 1997-292X
- Смертин Ю.Г. Политика и визуальная пропаганда в Китайской Народной Республике // Человек. Сообщество. Управление. Научно-информационный журнал. - № 3. - С. 15-20. -  ISSN 1729-5629
- Смертин Ю.Г. Бо Цзюй-и: светлый гений танской эпохи // Исторические, философские и юридические науки, культурология и искусствоведение. Вопросы теории и практики. - Тамбов. Грамота, 2013. - № 9 (Часть 2) - С. 172-178. - ISSN 1997-292X
- Smertin Y. China and Africa: Mutual Interest // Africa's Growing  Role in World Politics. - Moscow: IAfr. 2014. - P. 233-238. - ISBN 978-5-91298-147-9
- Смертин Ю.Г. Китай в Первой мировой войне: поиски национальной и интернациональной идентичности // Исторические, философские и юридические науки, культурология и искусствоведение. Вопросы теории и практики. - Тамбов. Грамота, 2014. - № 6 (Часть 1) - С. 173-177 - ISSN 1997-292X
- Смертин Ю.Г. Японский необуддизм: восточный идеализм и западный прагматизм // STUDIA CULTURAE. Научный журнал. Вып. 22. - Санкт-Петербург. - Санкт-Петербургское философское общество. - 2014. -  С. 155-156. - ISSN 1997-292X
- Смертин Ю.Г. Тантрический буддизм в средневековой Японии // Религиоведение. - 2015. - № 3. - С. 410-49. - ISSN 2072-8662
- Смертин Ю.Г. Хянга: живые голоса корейской древности // Филологические науки. Вопросы теории и практики. - Тамбов. Грамота. - 2015. - № 8. - С. 169-174. - ISSN 1997-2911
- Smertin Y.G. China and Africa: win-win strategy // European Science Review. - 2015. - № 1-2. - Vienna/ - "East-West" Association for Advanced Studies and Higher Education/ - 2015. P. 57-61. -  ISSN 2310-5577
- Смертин Ю.Г. Корейский шаманизм: прошлое в настоящем // Корейский полуостров в эпоху перемен (Коллективная монография). - М. - Институт Дальнего Востока РАН. - 2016. - С. 322-333. - ISBN 978-5-8381-0312-3
- Смертин Ю.Г. Тантрический буддизм в средневековом Китае // Религиоведение. - 2016. - № 3. - С. 54-62. - ISSN 2072-8662
- Смертин Ю.Г. Синтез художественных традиций Европы и Китая: Жизнь и творчество Джузеппе Кастильоне // STUDIA CULTURAE. Научный журнал. Вып. 3. . -  Санкт-Петербургское философское общество. -  - СПб. - 2016. -  С. 155-156. - ISSN 2225-3211
- Смертин Ю.Г. Пхунсу: корейское искусство гармоничной жизни // Вестник российского университета дружбы народов. - Сер. Всеобщая история. - 2017. -  Т. 9. -  № 3. -  С. 205-214. -  ISSN 2312-8127
- Смертин Ю.Г. Ли Цинчжао: поэзия и гендер в средневековом Китае // Филология и человек. - 2017. - № 4. -  Барнаул. - Изд-во Алтайского государственного университета. -  2017. -  № 4. -  ISSN 1992-7940
- Smertin Y.G. Word and Work of the NPA: Soviet Propaganda in Africa during the Cold War // Astra Salventis-Review of History and Culture. -  2018. -  # 1. -  P. 257-273/ -   ISSN 2393-4727
- Смертин Ю.Г. Корейская традиционная живопись в контексте истории // Journal of Russian & Eurasian Studies. -  2019 -  № 2  -  Daegu (Республика Корея). -  Institute of Russian and Eurasian Studies. - .C. 59-91. -    ISSN 267-6054
- Смертин Ю.Г. Поэзия и вино в средневековом Китае // Манускрипт. -  Издательство Грамота. - Тамбов. - 2020. -  Т. 13. -  Вып. 4. С. 45-50. - ISSN 2618-9690
- Smertin Yuri. British East India Company amd the Spread of Opium in China in the 18th century // Journal of Russian & Eurasian Studies. -  2020 -  № 4  -  Daegu (Республика Корея). -  Institute of Russian and Eurasian Studies. - .C. 35-44. -    ISSN 267-6054
- Смертин Ю.Г. Маньчжурская чума 1910-1911 гг.: эпидемия с китайской спецификой // Манускрипт. -  Издательство Грамота. - Тамбов. - 2021. -  Т. 14. -  Вып. 1. С. 98-105. - ISSN 2618-9690
- Smertin Y.G. Shen Zhou: the Whole World in One Picture // Journal of Russian & Eurasian Studies. -  2021. Vol. 6. -  № 4.  -  Daegu (Республика Корея). -  Institute of Russian and Eurasian Studies. - .P. 133-162. -  ISSN 267-6054
- Смертин Ю.Г. Образность языка китайской классической поэзии // Вестник Московского государственного областного университета. Серия Лингвистика. -  2022. -  № 5. -  С. 36-47. - ISSN 2072-8379
- Смертин Ю.Г. История корейского театра Синпха: рождение нового жанра в начале ХХ века // Ученые записки Петрозаводского государственного университета. - 2022. -  Т. 44. -  № 6 -- С. 67-74. - ISSN 2542-1077
- Smertin Y. Covert Operations of the USSR in Africa // East European Scientific Journal. - Part 1. -  2022. -  № 6 (82). - P. 16-27. -  ISSN  ISSN: 2782-1994
- Смертин Ю.Г. Хван Джини: история куртизанки и ее стихов // Journal of Russian & Eurasian Studies. -  2023. Vol. 10. -  № 4.  -  Daegu (Республика Корея). -  Institute of Russian and Eurasian Studies. - .P. 51-62. -  ISSN 267-6054
- Смертин Ю.Г. Гао Ципэй: художник, не бравший в руку кисть // Современная научная мысль. Научный журнал НИИ истории, экономики и права. -  М. -  НИИ ИЭП. -  2023. -  № 2. -  С. 29-40. -  ISSN 2308-264X
- Смертин Ю.Г. Корейская народная живопись: стремление к гармонии с внешним миром // Корееведение в России: направление и развитие. - Казань. - 2023. -  Т. 4. -  № 4. -  С. 60-68. - ISSN 2713-3249
- Смертин Ю.Г. Театр кукол Ккокдугаси-норым: развлечение и психотерапия в средневековой Корее // Корееведение в России: направление и развитие. - Казань. - 2024. -  Т. 4. -  № 3. -  С. 39-44. - ISSN 2713-3249
- Смертин Ю.Г. Корейский театр масок Понсан тхальчхум: окно в прошлое  и гордость настоящего // Вестник Российского университета дружбы народов. -  Серия Всеобщая история. -  2024. -  Т. 16. -  № 4. -  С. 490-503. - ISSN 2312-8127
- Смертин Ю.Г. Ли Ик: Корейский практический философ и моралист периода позднего Чосона // Вестник Волгоградского государственного университета. -  Серия 4. История, Регионоведение. Международные отношения. -  2024. -  Т. 29. -  № 5. -  С. 61-72. - ISSN 1999-9938